# Brachys nodifer
Brachys nodifer es una especie de escarabajo barrenador metálico del género Brachys, categorizada en la tribu Trachyini, de la subfamilia Agrilinae.

## Taxonomía
Fue descrita científicamente por Kerremans en 1903.
Tratamiento taxonómico
La especie aparece registrada y publicada en Coleoptera Serricornia, Fam. Buprestidae. In: P. Wytsman. (Ed.). Genera Insectorum, Fasc. 12b; 12c; 12d. Verteneuil & Desmet, Bruxelles, pp. 49-338. (1903).